# Hartwic de Saint-Emmeran
 (signalé en mai 2025).
Si vous disposez d'ouvrages ou d'articles de référence ou si vous connaissez des sites web de qualité traitant du thème abordé ici, merci de compléter l'article en donnant les références utiles à sa vérifiabilité et en les liant à la section « Notes et références ».
- Archive Wikiwix
- Bing
- Cairn
- DuckDuckGo
- E. Universalis
- Gallica
- Google
- G. Books
- G. News
- G. Scholar
- Persée
- Qwant
- (zh) Baidu
- (ru) Yandex
- (wd) trouver des œuvres sur Wikidata

Hartwic de Saint-Emmeran fut abbé de Saint-Emmeran en 1028-1029. Élève de Fulbert de Chartres, il participa notamment au projet consistant à copier le Commentaire de Macrobe sur le Songe de Scipion de Cicéron.